# Кунжут індійський
{{#ifeq:0|0|{{#if:|{{#if:Sesamumindicum|[[]}}|}}}}
Кунжу́т індійський (Sesamum indicum L.), також кунджу́д або сеза́м — рослина роду сезам (Sesamum), що росте в дикому вигляді в тропічній і південній Африці та широко розводиться в тропічних районах Азії і Америки. Олійна культура, насіння широко використовується в кулінарії.

## Морфологічна характеристика
Однорічна рослина. Нижні листки протилежні, решта чергуються. Квіти в пазухах листків, віночок трубчастий, дещо неправильної форми, жовтуватий. Зустрічаються форми з блакитними або пурпуровими квітами. 4 тичинки, з них 2 довші за інші. Плід — коробочка з численним насінням. Насіння містить до 60 % олії.

## Харчова цінність
Дані харчування — смаженого та сухого незбираного кунжуту
Харчова цінність в 100 г (3,5 унції):
|                         | Насіння смажене      | Насіння сушене      |
| Енергія                 | 565 ккал (+2360 кДж) | 573 ккал (2400 кДж) |
| Вуглеводи               | 25,7 г               | 23.45 г             |
| Цукор                   | 0,48 г               | 0,3 г               |
| Харчові волокна         | 14,0 г               | 11,8 г              |
| Жир                     | 48,00 г              | 49,7 г              |
| Білок                   | 16.96 г              | 17,7 г              |
| Вітаміни:               | Вітаміни:            | Вітаміни:           |
| Тіамін (B1)             | 0,8 мг (70 %ДН)      | 0,8 мг (70 %ДН)     |
| Рибофлавін (В2)         | 0,25 мг (21 %ДН)     | 0,25 мг (21 %ДН)    |
| Нікотинова кислота (В3) | 4.6 мг (31 %ДН)      | 4.5 мг (30 %ДН)     |
| Фолієва кислота (В9)    | 98 мкг (25 %ДН)      | 97 мкг (24 %ДН)     |
| Корисні речовини:       | Корисні речовини:    | Корисні речовини:   |
| Кальцій                 | 989 мг (99 %ДН)      | 975 мг (98 %ДН)     |
| Залізо                  | 14.8 мг (114 %ДН)    | 14.6 мг (112 %ДН)   |
| Магній                  | 356 мг (100 %ДН)     | 351 мг (99 %ДН)     |
| Марганець               | 2,5 мг (119 %ДН)     | 2,5 мг (119 %ДН)    |
| Фосфор                  | 638 мг (91 %ДН)      | 629 мг (90 %ДН)     |
| Калій                   | 475 мг (10 %ДН)      | 468 мг (10 %ДН)     |
| Натрій                  | 11 мг (1 %ДН)        | 11 мг (1 %ДН)       |
| Цинк                    | 7.16 мг (7 %ДН)      | 7.8 мг (82 %ДН)     |
| ----------------------- | -------------------- | ------------------- |

## Використання

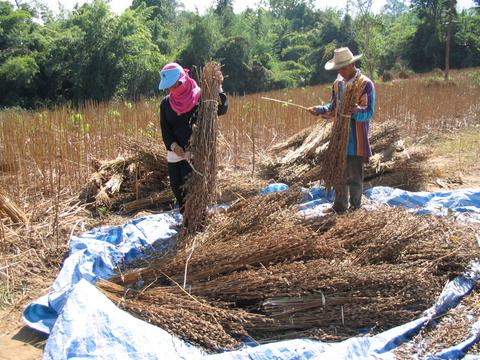
Збір кунжуту
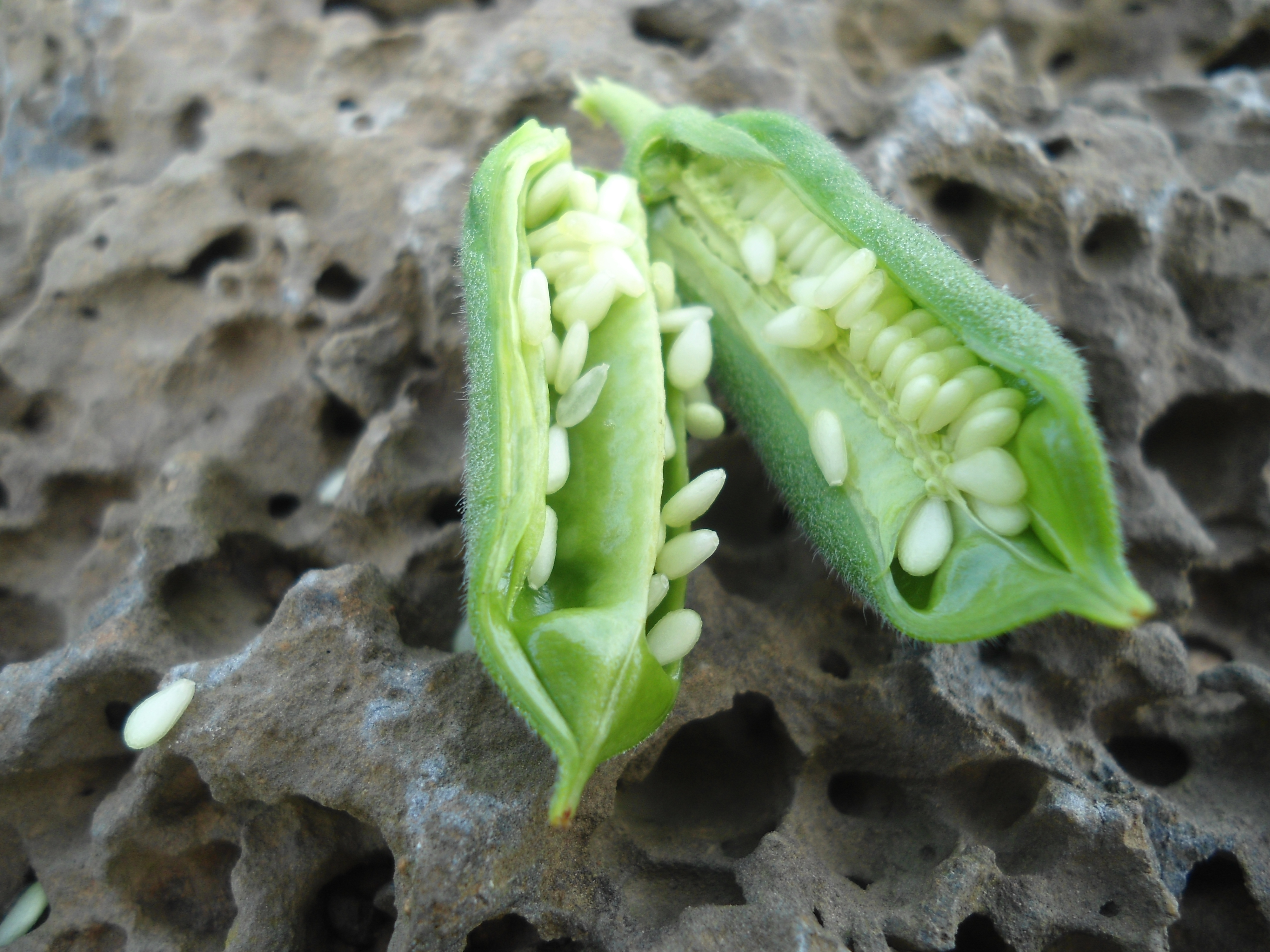
Плід кунжуту з насінням
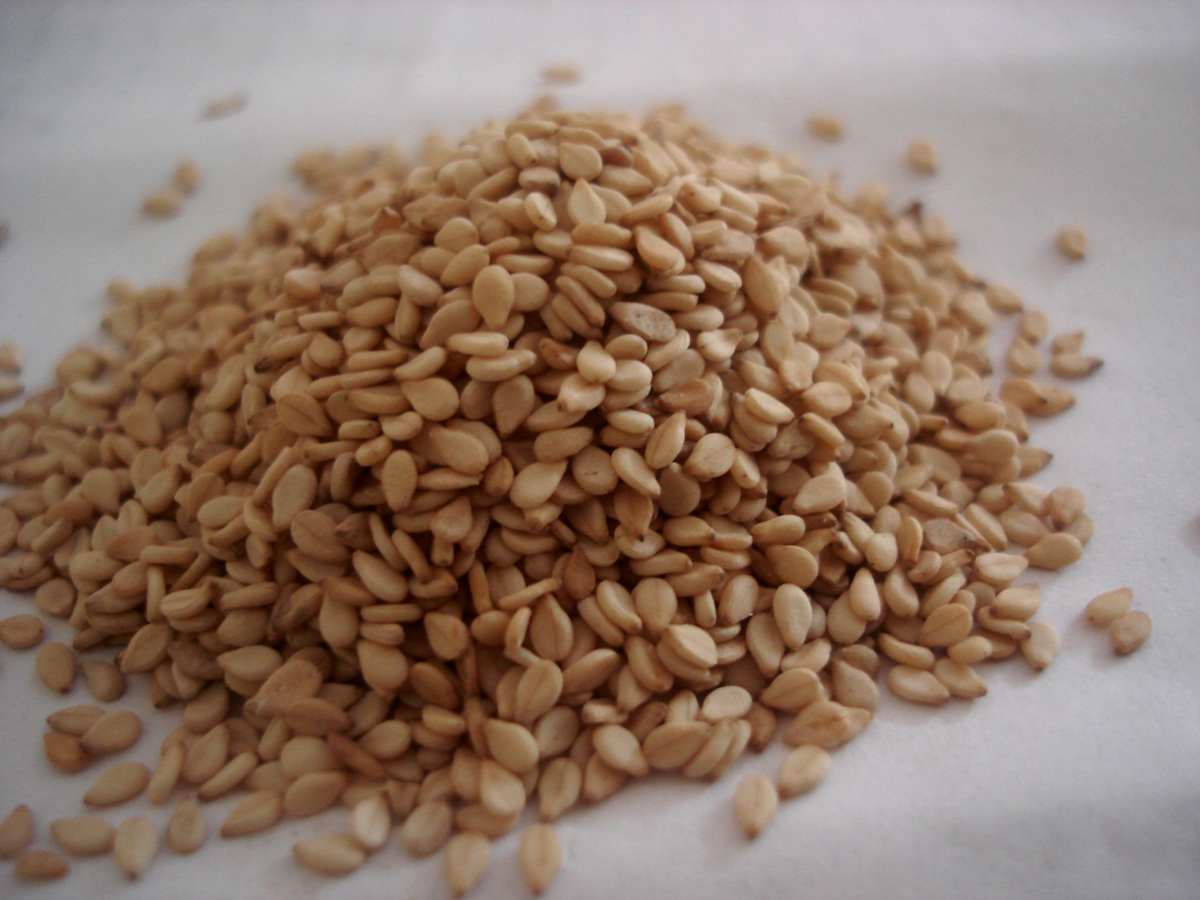
Зернятка кунжуту
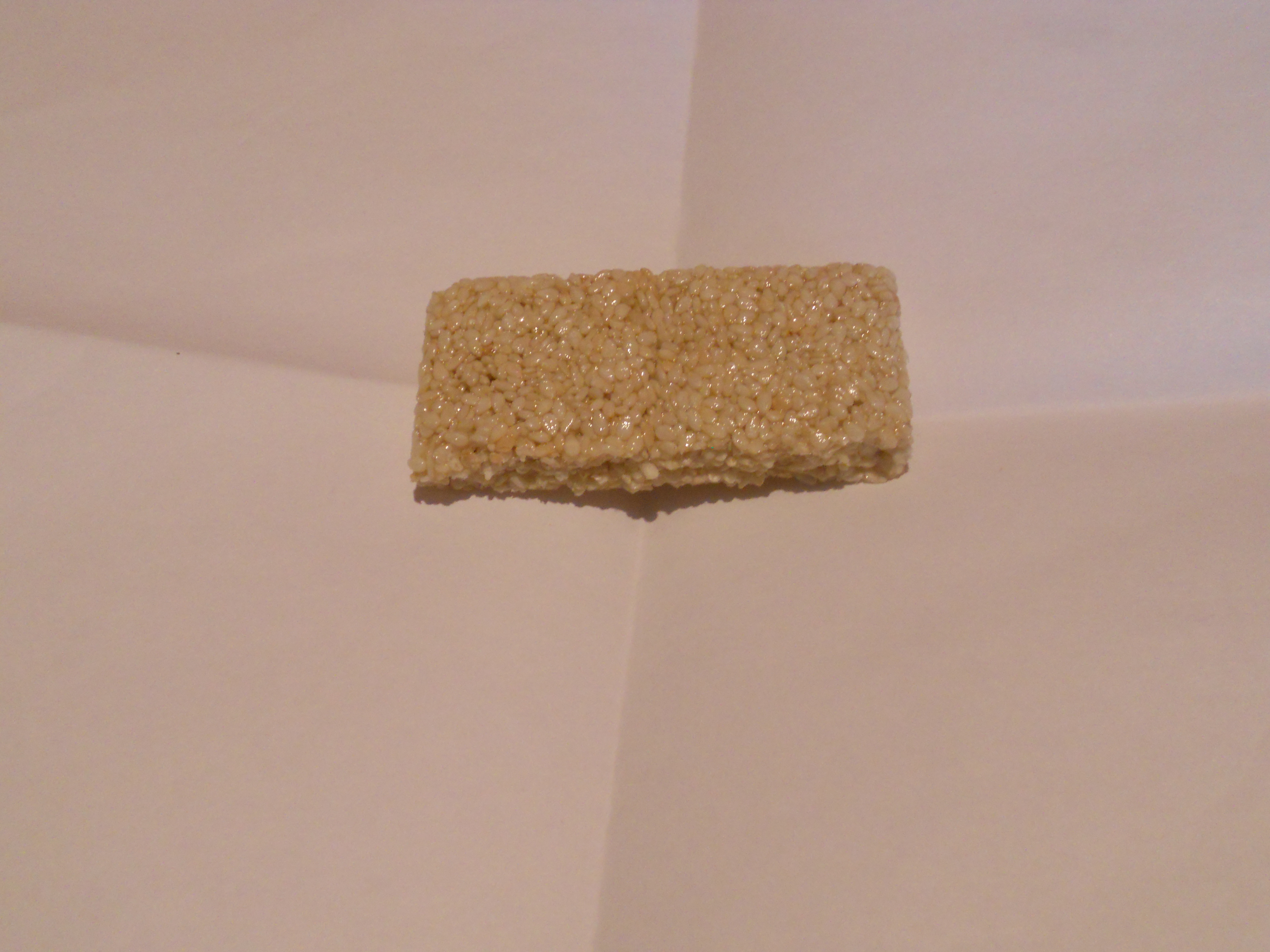
Козинаки з кунжуту

Кунжут людям відомий з давніх-давен — завдяки своєму насінню, яке рослина ніби сама пропонує перехожим. Насіння міститься у коробочках, які у стиглому вигляді розкриваються, як тільки їх торкаються, або ж навіть від різкого звуку, наприклад плескання долоні. Власне, завдяки цій своїй особливості сезам потрапив до казки — в деяких перекладах ще й під арабським іменем «сімсім» — в якій печера відкривалася від однієї згадки про його зернятка.
Ще одна корисна властивість кунжуту — він росте навіть на бідних ґрунтах, іноді на самій межі пустелі, там, де інші культурні рослини гинуть. Спочатку кунжут просто їли. Потім навчилися виробляти з нього борошно і пекти хліб. Використовували його також для виготовлення напоїв, зокрема й хмільних, на кшталт пива. І зрештою почали видобувати олію.
Спочатку люди збирали зернятка дикого кунжуту — він і зараз росте в Африці. А близько 3500 року до нашої ери навчилася й самі вирощувати його для своїх потреб. Швидше за все це сталося в Індії — хоча деякі дослідники кажуть про ту ж Африку чи, навпаки, Далекий Схід. Принаймні, ми напевно знаємо, що мешканці найдавніших міст долини Інду — Хараппи і Мохенджо-Даро — не лише самі споживали кунжут, а й постачали його до Месопотамії.
Достеменно не відомо, як вони називали рослину. Але вчені вважають, що мова, якою розмовляли в долині Інду, була близькою до нинішніх говірок Південної Індії. А там кунжут називають «ел» або «еллі». Можливо, саме від цього імені походить і шумерська назва кунжутової олії, «ілу», яку згодом запозичили інші народи для позначення олії взагалі.
Сам кунжут, який швидко навчилися вирощувати й в Месопотамії, шумери називали по-іншому, «геші» — тобто «масна трава». А в мові їхніх сусідів аккадців той самий вислів звучав як «шамашаму» — ось звідки й взявся той самий арабський «сімсім» та грецький і український «сезам». Назва «кунжут» є перською і походить від іще давньоарійського слова «кунг», яким позначали насіння трави.
В Китаї кунжут отримав назву «хума» — тобто «чужинські» чи навіть «варварські коноплі». Втім, смак кунжутової олії китайцям зрештою сподобався більше, аніж конопляної — зараз її використання вважають одним із «стовпів китайської кухні»..
Сьогодні насіння кунжуту використовується як для виробництва олії, так і в борошняних виробах (булочки, випічка). Особливо інтенсивний смак і аромат мають смажені зернятка кунжуту. Їх також використовують як приправу.
В Китаї та на Сході вважається, що зернятка кунжуту подовжують життя. В Аюрведі кунжутова олія використовується зовнішньо при захворюваннях шкіри.
В Україні з кунжуту роблять козинаки.
Рослина підходить для вирощування в Україні, оскільки її вегетаційний період складає 120—140 днів. З XVIII сторіччя кунжут — намагалися вирощувати в Криму. Втім справа йшла важко, доводилося навіть обіцяти особливі нагороди тим, хто наважувався відводити землі під цю культуру. У 1960-ті рр. радянська влада заборонила сіяти кунжут в українському Причорномор'ї, бо це начебто ознака розкоші. Запорізька область у 2015 році планувала почати сіяти кунжут для створення нових робочих місць, але підвела погода.